# Schwarzzeisig
Der Schwarzzeisig (Spinus atratus, Syn.: Carduelis atrata) ist eine Art aus der Unterfamilie der Stieglitzartigen. Die Art kommt ausschließlich in Südamerika vor.

## Erscheinungsbild

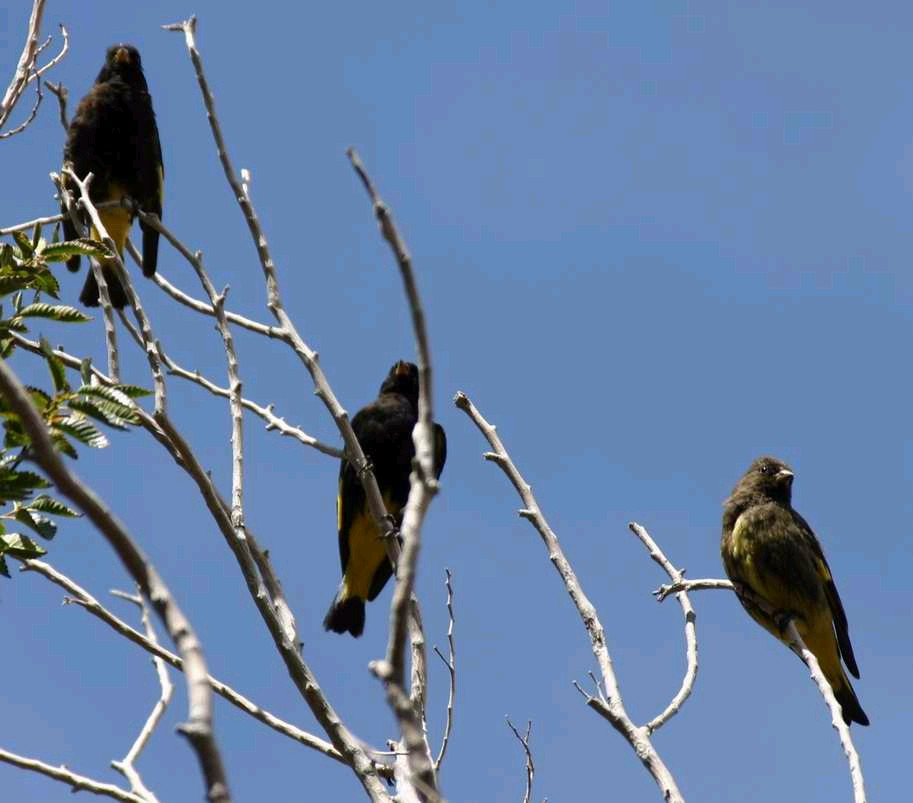
Familienverband Schwarzzeisige, rechts außen ein Jungvogel

Die Körperlänge des Schwarzzeisig beträgt dreizehn Zentimeter. Sein Gefieder ist schwarz, lediglich die Spiegel und Binden auf den Flügeln sowie die Säume der äußeren Schwanzfedern, die Unterschwanzdecken und der Bauch ist gelb. Der Schnabel ist schwarzgelb. Es besteht ein geringfügiger Geschlechtsdimorphismus, da das Weibchen etwas matter gefärbt ist.

## Lebensweise

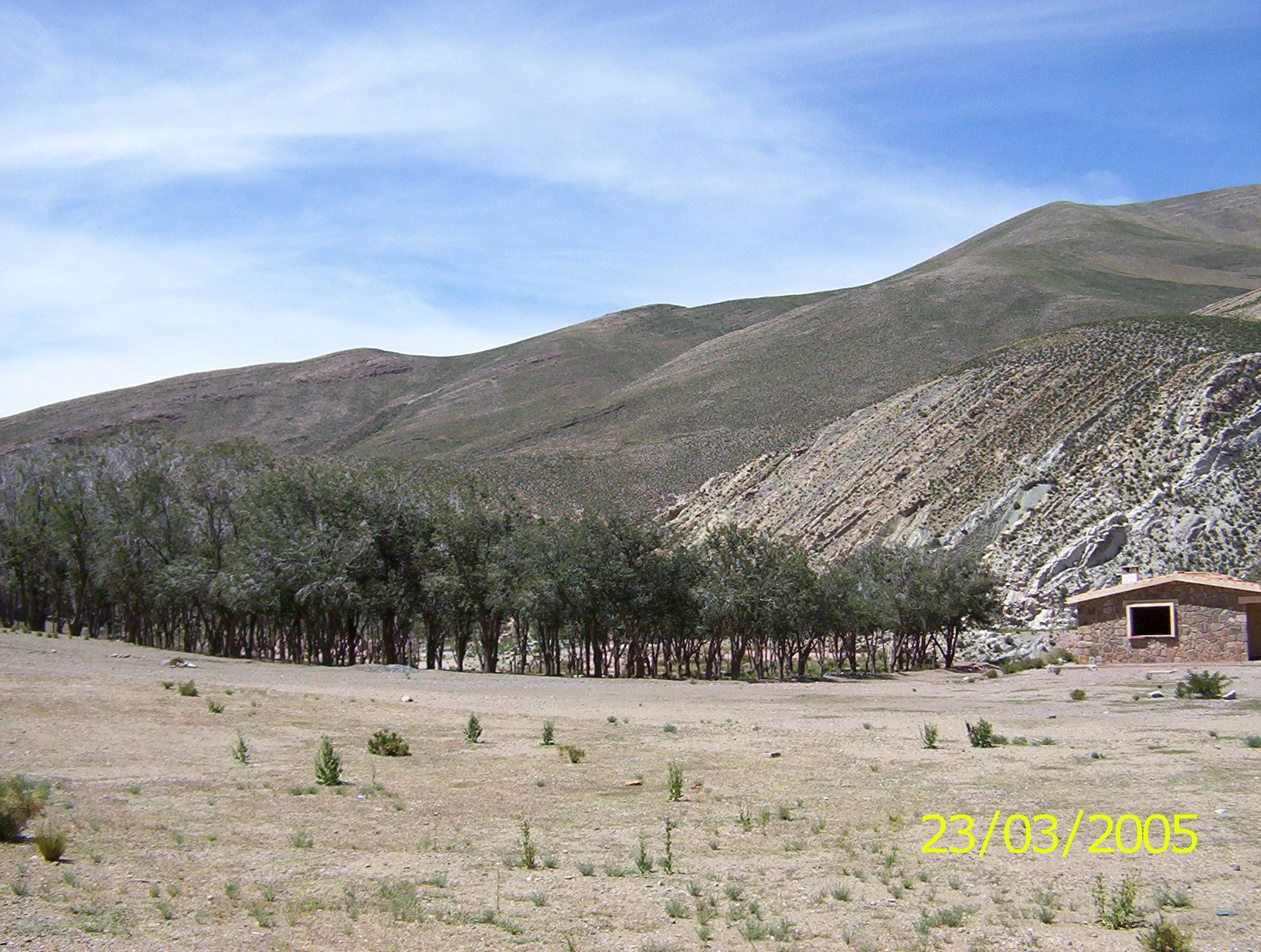
Typischer Lebensraum von Schwarzzeisigen

Verbreitungsgebiet des Schwarzzeisigs (grün)

Der Schwarzzeisig ist ähnlich wie der Kordillerenzeisig ein Vogel der Gebirgslagen der Anden. Er kommt überwiegend auf Hochplateaus in Höhenlagen zwischen 3.000 und 4.500 Meter vor. Charakteristisch für seinen Lebensraum ist der Zwergwuchs von Bäumen. Es findet sich jedoch auch sehr viele Wildkräuter in seinem Lebensraum. Sein Verbreitungsgebiet reicht vom Süden Perus über den Westen Boliviens bis in den Norden von Chile und den Nordwesten von Argentinien.
Das Nest wird zwischen Geröll errichtet. Das Gelege besteht aus drei bis fünf blauweißen Eiern. Es brütet allein das Weibchen. Es wird während der Brutzeit vom Männchen gefüttert. Die Brutzeit beträgt 13 bis 14 Tage. Die Jungvögel sind mit etwa 17 Tagen flügge und nach weiteren zwei Wochen selbständig.

## Belege